# Угольный (Красноярский край)
У́гольный — посёлок в Балахтинском районе Красноярского края России. Входит в состав Тюльковского сельсовета.

## География
Посёлок находится на расстоянии 17 км к западу от посёлка городского типа Балахта, административного центра района.

## История
В 1976 году указом Президиума Верховного Совета РСФСР посёлок фермы № 1 Еловского совхоза переименован в Угольный.

## Население
| 1989 | 2002 | 2010 |
| ---- | ---- | ---- |
| 332  | ↘316 | ↘260 |

### Гендерный состав
По данным Всероссийской переписи населения 2010 года, в посёлке проживало 260 жителей (121 мужчина и 139 женщин).